# 2020-as cannes-i fesztivál
A 73. cannes-i fesztivál 2020. május 12. és május 23. között tervezték megrendezni Spike Lee elnökletével a Cannes-i Kongresszusi és Fesztiválpalotában, azonban a 2020 elején Európára is átterjedt Covid19-pandémia miatt nem tartották meg. A fesztivál programjába felvettek ugyan filmeket – ezek forgalmazásukban viselhetik a « Cannes 2020 » címkét –, de zsűrizés hiányában díjakat csupán a kisfilmek esetében osztottak ki.

## A 2020-as fesztivál
A fesztivál tervezett időpontját 2019. június 14-én hozták nyilvánosságra. Az időközben kitört világjárvány miatt azonban 2020. március 19-én a fesztivál vezetése úgy döntött, hogy a tervezett időpontban mégsem tartják meg a rendezvényt; a lehetséges megoldások közül a 2020. június végére, július elejére történő halasztást választották. Miután a francia köztársasági elnök 2020. április 14-én bejelentette, hogy a nyár folyamán már nem tarthatók rendezvények, előbb azt tervezték, hogy más nemzetközi filmfesztiválok valamelyikével (Velence, Toronto, Deauville, Angoulême, San Sebastian, New York, Busan és a lyoni Lumière Fesztivál) együttműködve vetítik le a filmeket, majd miután az esetleges online platform használatával kapcsolatban az alkotókkal egyeztetési nehézségek adódtak, végül a rendezvény törlése mellett döntöttek. A fesztiválhoz kapcsolódó filmvásárt online platformon rendezték meg június 22. és 26. között.
A fesztivál vezetése 2020. január 14-én jelentette be, hogy a rendezvény és a versenyfilm-zsűri elnökének az afroamerikaiak első számú filmes reprezentánsát, az Oscar-életműdíjas Spike Lee amerikai filmrendezőt kérték fel. Ez volt az első alkalom, hogy fekete bőrű személy tölthette volna be a tisztséget. A rendezvény törlése után a szervezők bejelentették, hogy a rendezőt a 2021-es fesztivál elnöki tisztére kérték fel.
A hivatalos válogatás filmjeinek listáját 2020. április 16-án tervezték ismertetni egy sajtótájékoztató keretében. Az elnapolással a válogatás bejelentését is kitolták a tervezett kezdés előtti körülbelül egy hónapos időpontra, amire végül is június 3-án került sor.
A 73. fesztivál előkészítése során 147 ország 2067 filmjére érkezett javaslat, ez a szám 2020-ban lépte át a 2000-es határt. Az alkotók közül 909 volt elsőfilmes, 28,4 %-uk női rendező. A hivatalos válogatásba végül is 56 film került be, közülük 15 elsőfilmes alkotás (26,7 %). Míg a nevezett filmek 25,7 %-át rendezték nők, a válogatásban az előző évekhez képest növekvő arányt, 28,5 %-ot képviselnek.
A hagyományoktól eltérően a fesztivál szervezői egyetlen nagyjátékfilmes listát közöltek, s nem kategorizálták a szerint, hogy a versenyprogramban, az Un certain regard szekcióban, vagy versenyen kívül szerepelnek-e. Szándékaik szerint ezzel lehetővé tették volna, hogy a filmkritikusok és a nagyközönség az összes film megtekintése után dolgozzák ki a 2020-as fesztivál ideális programját.
A Cannes-i Klasszikusok szekció 2020. július 15-én nyilvánosságra hozott programjába, amely restaurált kópiákban mutatja be a filmtörténet remekműveit és ritkaságait, 2020-ban 25 értékmentésen, restauráláson és digitalizáláson átesett nagyjátékfilmet, valamint 7 dokumentumfilmet vettel fel. Az elmaradt fesztivál helyett a felújított kópiák egy részét a lyoni Lumière fesztiválon (2020. október 10–18.), másik részét a cannes-i  Filmművészeti Találkozók rendezvényen (november 23–26.) vetítették le. A válogatásba bekerült Sára Sándor Feldobott kő című, a Nemzeti Filmintézet hosszútávú filmfelújítási és digitalizációs programjának keretében teljes körű restauráláson és 4K felbontásban digitálisan rögzített filmdrámája is.
A hivatalos válogatás rövidfilmjeinek versenyébe beválogatott kisfilmek listáját 2020. június 20-án ismertették, azzal, hogy az alkotások megtekintésére és az Arany Pálma odaítélésére ősszel kerül sor Cannes-ban.
A fesztivál igazgatósága 2020. július 2-án jelentette be, hogy a Cinéfondation művészeti igazgatónője, Dimitra Karya vezetésével 13 fikciós és 4 animációs kisfilmet választott ki egy bizottság a világ filmes iskoláinak 1952 alkotása közül, amelyek a kategória három díjáért versenyezhetnek. Bekerült a válogatásba Beleznai Márk Agapé című, 16 perces, Gryllus Dorka főszereplésével forgatott vizsgafilmje is, melyet a Budapesti Metropolitan Egyetemen készített. A Cinéfondation filmjeinek vetítésére és a díjak kiosztására 2020. október 27–28-án került sor a cannes-i fesztiválpalotában.
A cannes-i fesztivál párhuzamos szekciói, a Kritikusok Hete, a Rendezők Kéthete, valamint a Független Filmforgalmazók Szövetsége, az ACID szervezői ugyancsak úgy döntöttek, hogy nem tartják meg rendezvényeiket.

## Zsűri

### Cinéfondation és rövidfilmek
- Claire Burger filmrendező, forgatókönyvíró  Franciaország[17]
- Damien Bonnard színész  Franciaország
- Rachid Bouchareb filmrendező, forgatókönyvíró, producer  Franciaország
- Charles Gillibert filmproducer  Franciaország
- Dea Kulumbegashvili filmrendező, forgatókönyvírónő  Grúzia
- Céline Sallette színésznö  Franciaország

## Hivatalos válogatás
A fesztivál szervezőinek döntése alapján a következő alkotások viselhetik a « Cannes 2020 » címkét. 

### Nagyjátékfilmek
Visszatérő alkotók filmjei
- The French Dispatch (A Francia Kiadás) – rendező: Wes Anderson
- Été 85 ('85 nyara) – rendező: François Ozon
- Small axe: Mangrove (Kis fejsze: Mangrove) – rendező: Steve McQueen
- Small axe: Lovers Rock (Kis fejsze: Piros, fehér és kék) – rendező: Steve McQueen
- Asza ga Kuru (朝が来る) – rendező: Kavasze Naomi
- Druk (Még egy kört mindenkinek) – rendező: Thomas Vinterberg
- Last Words – rendező: Jonathan Nossiter
- ADN – rendező: Maïwenn
- Heaven: To The Land of Happiness – rendező: Im Szangszu (임상수, Im Sang-soo)
- Train to Busan 2 (Peninsula – Holtak szigete) – rendező: Jon Szangho (연상호, Yeon Sang-ho)
- El olvido que seremos (Mind semmibe veszünk) – rendező: Fernando Trueba
- Au crépuscule (Szürkületben) – rendező: Sharunas Bartas
- Des hommes (Emberek, nem vadak) – rendező: Lucas Belvaux
- Honki no sirusi: Gekidzsóban – rendező: Fukada Kódzsi

Újonnan érkezők filmjei
- Souad – rendező: Ayten Amin
- Passion simple – rendező: Danielle Arbid
- A Good Man (A jó ember) – rendező: Marie-Castille Mention Schaar
- Les choses qu'on dit, les choses qu'on fait (Szerelmeink) – rendező: Emmanuel Mouret
- Limbo – rendező: Ben Sharrock
- Here We Are – rendező: Nir Bergman
- Rouge – rendező: Farid Bentoumi
- Sweat – rendező: Magnus von Horn
- Teddy – rendező: Ludovic Boukherma, Zoran Boukherma
- Février – rendező: Kamen Kalev
- Ammonite (Ammonita) – rendező: Francis Lee
- Médecin de nuit (Orvos a sötétben) – rendező: Elie Wajeman
- Enfant Terrible – rendező: Oskar Roehler
- Nadia, Butterfly – rendező: Pascal Plante

Szkeccsfilm
- Septet: The Story of Hong Kong – rendező: Ann Hui, Sammo Kam-Bo Hung, Ringo Lam, Patrick Tam, Johnnie To, Hark Tsui, John Woo, Woo-Ping Yuen

Elsőfilmes alkotások
- Falling (Zuhanás) – rendező: Viggo Mortensen
- Pleasure – rendező: Ninja Thyberg
- Slalom (Szlalom) – rendező: Charlène Favier
- Casa de Antiguidades – rendező: João Paulo Miranda Maria
- Broken Keys (Törött billentyűk) – rendező: Jimmy Keyrouz
- Ibrahim – rendező: Samuel Guesmi
- Beginning – rendező: Dea Kulumbegashvili
- The Death of Cinema and My Father Too (A mozi halála, és apámé is) – rendező: Daniel Rosenberg
- Gagarine (Gagarin) – rendező: Fanny Liatard, Jérémy Trouilh
- Seize printemps – rendező: Suzanne Lindon
- Vaurien – rendező: Peter Dourountzis
- Garçon chiffon – rendező: Nicolas Maury
- John and the Hole – rendező: Pascual Sisto
- Si le vent tombe – rendező: Nora Martirosyan
- Je ma fen cung (Ye ma fen zong) – rendező: Vej Sucsün (魏書君, Wei Shujun)

Filmvígjátékok
- Antoinette dans les Cévennes (Jó a szamár is) – rendező: Caroline Vignal
- Le discours (A beszéd) – rendező: Laurent Tirard
- Les deux Alfred (Foglalkozása: szülő) – rendező: Bruno Podalydès
- Un triomphe (Jutalomjáték) – rendező: Emmanuel Courcol

Dokumentumfilmek
- The Billion Road – rendező: Dieudo Hamadi
- The Truffle Hunters (Szarvasgomba-vadászok) – rendező: Michael Dweck, Gregory Kershaw
- 9 jours à Raqqa – rendező: Xavier de Lauzanne

Animációs filmek
- L’origine du monde (A világ eredete) – rendező: Laurent Lafitte
- Âya to majo (Earwig és a boszorkány) – rendező: Mijazaki Goró
- Flee (Menekülés) – rendező: Jonas Poher Rasmussen
- Josep – rendező: Aurel
- Soul (Lelki ismeretek) – rendező: Pete Docter, Kemp Powers

### Cannes-i Klasszikusok

#### Restaurált kópiák
- À bout de souffle (Kifulladásig) – rendező: Jean-Luc Godard
- Accattone (A csóró) – rendező: Pier Paolo Pasolini
- Bambaru Avith – rendező: Dharmasena Pathiraja
- Bayan ko: Kapit sa patalim – rendező: Lino Brocka
- Deveti krug (A kilencedik kör) – rendező: France Štiglic
- Fa jung nin va (Fa yeung nin wa)[18] (Szerelemre hangolva) – rendező: Vóng Ká-vaj (王家衛, Wong Kar-wai)
- Feldobott kő – rendező: Sára Sándor
- Friendship’s Death – rendező: Peter Wollen
- Hester Street (Hester utca) – rendező: Joan Micklin Silver
- Julinszkij dozsdj (Июльский дождь) (Júliusi eső) – rendező: Marlen Martinovics Hucijev
- Ko to tamo peva? (Ki énekel ott?) – rendező: Slobodan Šijan
- L’Amérique insolite (Amerika egy francia szemével) – rendező: François Reichenbach
- L’avventura (A kaland) – rendező: Michelangelo Antonioni
- La permission – rendező: Melvin Van Peebles
- La poupée – rendező: Jacques Baratier
- La strada (Országúton) – rendező: Federico Fellini
- Luci del varietà (A varieté fényei) – rendező: Alberto Lattuada és Federico Fellini
- Muhammad Ali the Greatest – rendező: William Klein
- Neige – rendező: Juliet Berto és Jean-Henri Roger
- Prae dum – rendező: Ratana Pestonji és Ratanavadi Ratanabhand
- Préparez vos mouchoirs (Készítsétek a zsebkendőket!) – rendező: Bertrand Blier
- Quand les femmes ont pris la colère – rendező: Soizick Chappedelaine és René Vautier
- Sanatorium pod klepsydra (Szanatórium a Homokórához) – rendező: Wojciech Jerzy Has
- Shatranje bad – rendező: Mohammad Reza Aslani
- Csu Fu (Zhu Fu) (Újévi áldozat) – rendező: Szang Hu (胡桑, Sang Hu)

#### Dokumentumfilmek
- Alida – rendező: Mimmo Verdesca
- Antena da raça – rendező: Paloma Rocha és Luís Abramo
- Be Water – rendező: Bao Nguyen
- Belushi – rendező: R.J. Cutler
- Charlie Chaplin, le génie de la liberté – rendező: Yves Jeuland
- Fellini degli Spiriti – rendező: Anselma dell’Olio
- Wim Wenders, Desperado – rendező: Eric Friedler és Andreas Frege

### Rövidfilmek
- I Am Afraid To Forget Your Face (Félek, hogy elfeledem az arcodat) – rendező: Sameh Alaa
- Filles bleues, peur blanche – rendező: Marie Jacotey és Lola Halifa-Legrand
- Motorway65 – rendező: Evi Kalogiropoulou
- Sudden Light – rendező: Sophie Littman
- Son Of Sodom – rendező: Theo Montoya
- Camille sans contact – rendező: Paul Nouhet
- O cordeiro de Deus – rendező: David Pinheiro Vicente
- Shiluus – rendező: Lkhagvadulam Purev-Ochir
- Benjamin, Benny, Ben – rendező: Paul Shkordoff
- Stephanie – rendező: Leonardo Van Dijl
- David – rendező: Zachary Woods

### Cinéfondation
- Agapé – rendező: Beleznai Márk (Budapesti Metropolitan Egyetem  Magyarország)
- Carcasse – rendező: Timothée Maubrey (La Fémis,  Franciaország)
- CatDog – rendező: Ashmita Guha Neogi (Film and Television Institute of India (FTII) ,  India)
- Contraindicaţii – rendező: Lucia Chicos (Universitatea Națională de Artă Teatrală și Cinematografică „Ion Luca Caragiale”,  Románia)
- Corte – rendező: Afonso és Bernardo Rapazote (Escola Superior de Teatro e Cinema.  Portugália)
- En avant – rendező: Mitchelle Tamariz (La Poudrière,  Franciaország)
- I Want to Return Return Return – rendező: Elsa Rosengren (Deutsche Film- und Fernsehakademie Berlin (DFFB),  Németország)
- Ja i Moja Gruba Dupa – rendező: Yelyzaveta Pysmak (Państwowa Wyższa Szkoła Filmowa, Telewizyjna i Teatralna im. Leona Schillera w Łodzi,  Lengyelország)
- Le chant de l'oiseau – rendező: Sarah Imsand (Haute École d'art et de design Genève,  Svájc)
- Muralla China – rendező: Santiago Barzi (Universidad del Cine,  Argentína)
- Neurim – rendező: Shaylee Atary (Steve Tisch School of Film & Television, Tel Aviv University,  Izrael)
- Nihče ni rekel, da te moram imeti rad – rendező: Matjaž Jamnik (Akademija za gledališče, radio, film in televizijo (AGRFT)  Szlovénia)
- Pile – rendező: Toby Auberg (Royal College of Art,  Egyesült Királyság)
- Szonginszik (성인식, Seong-insik) – rendező: Kim Mindzsu (김민주, Kim Min-joo) (Soongsil University,  Dél-Korea)
- Taipei Suicide Story (安眠旅舍) – rendező: Keff (New York University Tisch School of the Arts,  Amerikai Egyesült Államok)
- Tamou – rendező: Tzor Edery és Tom Prezman (Bezalel Academy,  Izrael)
- Tou caj ku sze (Dòu zǎi gǔ sì) – rendező: Csang Linhan (张林汉, Zhang Linhan) (New York University Tisch School of the Arts,  Amerikai Egyesült Államok)

## Párhuzamos rendezvények

### Kritikusok Hete
A Kritikusok Hete rendezvény szervezőinek döntése szerint 2020-ban az alábbi filmeket forgalmazhatják a « Semaine de la Critique 2020 » címkével.

#### Nagyjátékfilmek
- After Love (Szerelem után) – rendező: Aleem Khan
- De l'or pour les chiens (Aranyat a kutyákért) – rendező: Anna Cazenave Cambet
- La Nuée (Sáskaraj) – rendező: Just Philippot
- Sous le ciel d'Alice (Libanon felett az ég) – rendező: Chloé Mazlo
- La Terre des hommes – rendező: Naël Marandin

#### Rövidfilmek
- August 22, This Year – rendező: Graham Foy
- Axşama doğru (Towards Evening) – rendező: Teymur Hajiyev
- Dustin – rendező: Naïla Guiguet
- Forastera – rendező: Lucía Aleñar Iglesias
- Good Thanks, You? – rendező: Molly Manning Walker
- Humongous! – rendező: Aya Kawazoe
- Maalbeek – rendező: Ismaël Joffroy Chandoutis
- Marlon Brando – rendező: Vincent Tilanus
- Menarca – rendező: Lillah Halla
- White Goldfish – rendező: Jan Roosens és Raf Roosens

### Rendezők Kéthete
A Rendezők Kéthete rendezvény szervezői úgy döntöttek, hogy 2020-ban nem állítanak listát.

## Díjak

### Rövidfilmek
- Arany Pálma (rövidfilm): I Am Afraid To Forget Your Face (Félek, hogy elfeledem az arcodat) – rendező: Sameh Alaa

### Cinéfondation
- A Cinéfondation első díja: CatDog – rendező: Ashmita Guha Neogi [14]
- A Cinéfondation második díja: Ja i Moja Gruba Dupa – rendező: Yelyzaveta Pysmak
- A Cinéfondation harmadik díja (megosztva):
  - Contraindicaţii – rendező: Lucia Chicos
  - I Want to Return Return Return – rendező: Elsa Rosengren